# 霍普 (明尼蘇達州)
霍普（英語：Hope）是位於美國明尼蘇達州斯蒂爾縣薩默塞特鎮區的一個非建制地區。

## 歷史
霍普的郵局自1916年營運至今。芝加哥、岩島和太平洋鐵路曾於霍普設置車廠。

## 地理
霍普所處的海拔為高於海平面366米（即1201英呎），而該地所採用的時區為UTC-6，即北美中部時區（CST）。同時該地設有夏令時間，為UTC-6調快一小時，即UTC-5（CDT）。